# Toy Raid
Toy Raid é um jogo eletrônico desenvolvido pela Flying Tiger Entertainment e lançado para o iPhone, Nintendo DSi (DSiWare) e Zeebo.
No jogo, o jogador deverá atacar os inimigos com seu canhão anti-aviões enquanto eles atiram em sua base. Os ataques são feitos com armas especializadas como balas guiadas, tiro de dispersão, e disparos contra aviões, helicópteros, naves espaciais e pára-quedistas kamikaze.
O jogo utiliza o acelerômetro do iPhone para controlar o canhão intuitivamente com apenas um movimento do pulso.